# Кабот (Вермонт)
Кабот (англ. Cabot) — місто (англ. town) в США, в окрузі Вашингтон штату Вермонт. Населення — 1443 особи (2020).

## Демографія
Згідно з переписом 2010 року, у місті мешкали 1433 особи в 570 домогосподарствах у складі 404 родин. Було 771 помешкання
Расовий склад населення:
| - 97,2 % — білих - 0,6 % — чорних або афроамериканців - 0,3 % — азіатів - 0,2 % — корінних американців |

До двох чи більше рас належало 1,7 %. Частка іспаномовних становила 0,6 % від усіх жителів.
За віковим діапазоном населення розподілялося таким чином: 24,7 % — особи молодші 18 років, 61,1 % — особи у віці 18—64 років, 14,2 % — особи у віці 65 років та старші. Медіана віку мешканця становила 43,0 року. На 100 осіб жіночої статі у місті припадало 100,4 чоловіків;  на 100 жінок у віці від 18 років та старших — 94,4 чоловіків також старших 18 років.
Середній дохід на одне домашнє господарство  становив 59 732 долари США (медіана — 43 864), а середній дохід на одну сім'ю — 68 562 долари (медіана — 55 833). Медіана доходів становила 52 232 долари для чоловіків та 37 330 доларів для жінок. За межею бідності перебувало 18,1 % осіб, у тому числі 30,4 % дітей у віці до 18 років та 12,5 % осіб у віці 65 років та старших.
Цивільне працевлаштоване населення становило 630 осіб. Основні галузі зайнятості: освіта, охорона здоров'я та соціальна допомога — 27,8 %, будівництво — 9,8 %, мистецтво, розваги та відпочинок — 9,0 %, сільське господарство, лісництво, риболовля — 8,3 %.